# جرجير (جنس)
الجِرْجِير أو أسْرؤع (الاسم العلمي: Eruca)، هو جنس من النباتات المزهرة من الفصيلة الكرنبية، موطنها منطقة البحر الأبيض المتوسط. يوجد خلاف حول عدد الأنواع لهذا الجنس، بعض المختصين رجحوا انه نوع واحد فقط والبعض الآخر قال انها تصل إلى خمسة أنواع.